# Prodontria longitarsis
Prodontria longitarsis är en skalbaggsart som beskrevs av Thomas Broun 1909. Prodontria longitarsis ingår i släktet Prodontria och familjen Melolonthidae. Inga underarter finns listade i Catalogue of Life.